# Eretmapodites quinquevittatus
Eretmapodites quinquevittatus är en tvåvingeart som beskrevs av Theobald 1901. Eretmapodites quinquevittatus ingår i släktet Eretmapodites och familjen stickmyggor. Inga underarter finns listade i Catalogue of Life.